# Arboleda
Arboleda é uma cidade e município do departamento de Nariño, na Colômbia. Está a uma altura de 2.100 metros acima do nível do mar. As atividades econômicas de maior importância são a agricultura, a criação de gado, a extração de minérios e o comércio.